# 艾爾弗雷德·沃利斯·保爾
艾爾弗雷德·沃利斯·保爾（英語：Alfred Wallis Paul，1847年5月26日—1912年8月9日），1888年錫金遠征軍隨軍政務官，1889年獲得印度帝國三等勳章，1890年《中英藏印條約》第七款規定的委員，1893年《中英藏印續約》的英方代表。
他於1847年5月26日出生，就讀牛津大學的克利夫頓學院和瓦德漢學院。他於1868年通過印度公務員考試，於1870年11月抵達印度。他曾在孟加拉擔任助理裁判官兼稅吏、聯合治安官和監察官; 他曾任1884年馬科雷西藏使團的政務官; 1887年8月任大吉嶺區副專員; 1891年5月任裁判官兼稅吏。
他於1895年退休，於1912年8月9日去世。